# Yves Poilane
Yves Poilane, né le 11 décembre 1959 à Lyon (France), est un ancien directeur de Télécom Paris et ancien directeur général du pôle technologique du Groupe Ionis.

## Carrière
Ancien élève de l’École Polytechnique (promotion 1979), il suit ensuite l'enseignement de l’École nationale supérieure des télécommunications et entre dans le corps des Ingénieurs des télécommunications, où il sera nommé ingénieur en chef en 1993 et ingénieur général le 1er janvier 2003, âgé à peine de 43 ans.
Il va d'abord occuper des postes de responsabilités techniques à la direction générale des télécommunications (qui deviendra en 1996 la société France Télécom). De 1984 à 1989, il dirige l'équipement téléphonique en Franche-Comté, puis l'exploitation en Provence-Alpes.
En 1989, il est nommé directeur adjoint de l’École nationale supérieure des télécommunications de Bretagne (ENSTB). Il a comme mission de développer l’École : augmentation des effectifs d'élèves, développement des ressources externes, internationalisation de la formation, développement de la formation professionnelle continue.
En 1994, il est nommé responsable national du schéma directeur de l'évolution des lignes téléphoniques dans les services de la Direction Générale. Il s'occupe de l'évolution des lignes (de 1994 à 1996) puis des orientations de la boucle locale (1996 à 1997).
En 1997, il est nommé directeur de l'Agence Professionnelle de Boulogne-Billancourt. Il devient ensuite directeur régional de la distribution en Picardie en 2001. En raison de sa spécialité concernant la distribution de la télévision sur ADSL, il est appelé à Paris en 2004 pour prendre la direction de l'unité d'affaires MaLigne TV (qui deviendra TV Orange).
En 2007, il reçoit la responsabilité de la direction territoriale des opérations en Ile de France, qu'il ne conserve que brièvement, puisque la même année il est nommé directeur de l'Ecole nationale supérieure des télécommunications, à Paris.
Il va diriger cette école d'ingénieurs pendant 12 ans et la transformer profondément. Au cours de ses mandats successifs, l’École va se développer tous azimuts, avec un développement considérable de ses ressources externes (qui passeront de 29% à 41% du budget annuel de l'école), une explosion des mastères spécialisés qui vont permettre la spécialisation de très nombreux étudiants (venant souvent d'autres horizons) à l'informatique et aux réseaux. La notoriété de l’École va augmenter considérablement, atteignant même le rang de 3e école française au classement de l’Étudiant publié début 2020. Pour assurer une plus grande indépendance financière de l'école, il plaide pour une augmentation raisonnable des frais de scolarité des élèves de familles aisées, et une redistribution aux boursiers.
Yves Poilane gère l'extension de l’École, d'abord dans des locaux provisoires à Paris, puis son déménagement à Palaiseau à proximité de l'École polytechnique. Yves Poilane participe à une tentative de fusion de Télécom Paris avec Télécom SudParis, toutes deux étant membres de l'Institut Mines-Télécom, et toutes deux devant déménager au même endroit. Mais le projet de fusion échoue.
Yves Poilane participe également au mouvement de structuration et de consolidation de l'enseignement supérieur français. Tout d'abord dans le cadre de ParisTech qui avait été créé en 2007 (au moment de son arrivée), réunissant 11 écoles d'ingénieurs et une école de commerce (HEC), et dont il a été président pendant 1 an, entre juillet 2012 et juin 2013. ParisTech est reconnu par les pouvoirs publics pôles de recherche et d'enseignement supérieur (PRES) avec une Fondation abritante reconnue d'utilité publique. ParisTech avait donc vocation à devenir pôle de regroupement permanent des meilleures Grandes écoles parisiennes. Toutefois, la décision des pouvoirs publics d'organiser les pôles de regroupement par localisation géographique détruit cette idée dès 2013 et Telecom ParisTech se retrouve, avec 6 autres écoles de ParisTech, dans le projet d'université Paris-Saclay, soutenu par un Idex. Télécom ParisTech se retire définitivement de ParisTech en 2019 pour redevenir Télécom Paris.
En parallèle du détachement de son École de ParisTech, Yves Poilane gère sa sortie de l'Université Paris Saclay et la création de l'Institut polytechnique de Paris, dans le cadre d'un mouvement plus général de 5 écoles d'ingénieurs de l'Université Paris Saclay, consacré en octobre 2017 par le président Emmanuel Macron et visant à structurer le campus Paris Saclay en 2 pôles. 
Yves Poilane a été membre du Comité stratégique pour le numérique jusqu'à la suppression de ce comité en 2013.
Yves Poilane a été, de février 2016 à décembre 2017, membre du Conseil national du numérique. 
Il est, de 2008 à 2010, puis de 2013 à 2014, puis à nouveau à partir de 2017, président de l'association Pasc@linedont l'objectif est de promouvoir les métiers du numérique auprès des jeunes. 
Il a présidé de 2012 à 2019 la commission relations internationales de la Conférence des grandes écoles.
En décembre 2019, Yves Poilane quitte la direction de Télécom Paris pour prendre la direction du pôle technologique du Groupe Ionis.
En janvier 2024, il prend sa retraite, remplacé par Philippe Jamet, pour s'investir à mi-temps dans diverses activités bénévoles contributives à l'accroissement de la diversité et à l'égalité des chances dans l'éducation et l'enseignement supérieur, ainsi qu'à la recherche de mécènes pour ses alma mater, le Lycée du Parc, l' Ecole Polytechnique et Telecom Paris.
Il préside aujourd'hui la Fondation du Lycée du Parc, le comité de campagne de la Fondation Mines-Telecom, est membre du jury du Fonds Potter (qui accompagne par des bourses les jeunes talents scientifiques), est mentor de l'association Telemaque (qui agit pour l'égalité des chances dans l'éducation, de la 5ème à la terminale).

## Décorations
Yves Poilane est chevalier de l'Ordre National du Mérite, des Palmes Académiques et de la Légion d'Honneur

## Vie privée
Yves Poilane est père de 4 enfants.
Il se reconnaît 4 passions :
- l'astronomie et l'astrophysique
- le saxophone et le jazz
- le cinéma
- les voyages[12]